# Vịt Shetland
Vịt Shetland là một giống vịt nhà có xuất xứ từ Quần đảo Shetland ở Scotland. Đây là giống cực kỳ nguy cấp. 

## Đặc điểm
Vịt Shetland được cho là đã tiến hóa từ vịt Pomeranian hoặc Vịt xanh Thụy Điển, do tương tự xuất hiện của nó. Người ta cho rằng người Viking đã mang vịt Shetland tới Anh. Vịt Shetland là một giống nhỏ. Nó tương tự như vịt Pomeranian hoặc vịt Thụy Điển, nó chia sẻ cùng một tổ tiên với chúng. Nó có màu đen với một lớp lang màu trắng. Chúng thường có sắc màu xanh. Trọng lượng trung bình của vịt Shetland là 2 kg đối với con đực và 1,8 kg đối với con cái. Vịt Shetland có thể ăn hạt giống cũng như các con bọ và vi khuẩn.